# Ветеринарска комора Републике Српске
Ветеринарска комора Републике Српске је струковно удружење доктора ветеринарске медицине у Републици Српској.

## Оснивање
Услови за оснивање Ветеринарске коморе Републике Српске створени су доношењем Закона о измјенама и допунама Закона о здравственој заштити животиња и ветеринарској дјелатности (2001). Оснивачка скупштина одржана је 24. маја 2002. године у Добоју.
Сједиште Ветеринарске коморе се налази у Бањој Луци, у Улици царице Милице, бр. 46.

## Дјелатност
Ветеринарска комора Републике Српске обавља сљедеће послове:
- утврђује кодекс ветеринарске етике,
- води регистар својих чланова,
- даје мишљења министарству у вези са обављањем послова самосталне ветеринарске праксе и у вези са радом ветеринарских организација,
- даје мишљења за рад ветеринарских радника,
- утврђује минималне и максималне цијене ветеринарских услуга уз сагласност министарства,
- брине о социјалним и економским интересима својих чланова,
- пружа заштиту држаоцима животиња,
- издаје или продужава или одузима одобрење за самосталан рад својих чланова (лиценца),
- даје стручна мишљења код припреме прописа,
- организује додатно усавршавање ветеринарских радника,
- организује научне и стручне скупове,
- обавља стручну контролу,
- утврђује прекршаје и казне у случају нарушавања професионалног понашања.